# Општина Виперешти (Бузау)
Виперешти (рум. Vipereşti) општина је у Румунији у округу Бузау.
Oпштина се налази на надморској висини од 265 m.